# 新橋郵便局
新橋郵便局（しんばしゆうびんきょく）は、東京都港区新橋にある郵便局である。

## 概要
住所：〒105-0004　東京都港区新橋1-6-9
郵政民営化以前は無集配普通郵便局である。3階建の自局ビルで1階が郵便窓口で2階が貯金・保険窓口でエレベーターも設置されている。
郵便窓口は平日18時まで営業している。また企業向けに定期集荷と不定期集荷を行っている。

### 風景印
- 図案は『鉄道開業時の機関車』・『新橋の欄干の柱』・『銀座柳の碑』・『柳』
- 使用開始日は1977年（昭和52年）10月1日

## 取扱内容
- 郵便、ゆうパック、集荷、内容証明
- 貯金、為替、振込
- 生命保険、バイク自賠責保険
- ゆうちょ銀行ATM

## 周辺
- GINZA9
- ハナマサ銀座店
- 旧新橋停車場

## アクセス
- 新橋交差点を銀座方面（中央通り）に50m
- 東京メトロ銀座線 新橋駅から徒歩約5分